# Stizocera pantonyssoides
Stizocera pantonyssoides är en skalbaggsart som beskrevs av Dmytro Zajciw 1968. Stizocera pantonyssoides ingår i släktet Stizocera och familjen långhorningar. Inga underarter finns listade i Catalogue of Life.